# 保加利亞國家鐵路
保加利亞國家鐵路（羅馬化：Bŭlgarski Dŭrzhavni zheleznitsi），簡稱或，是保加利亞的國家鐵路公司，設立於1885年，總部位於索菲亞。保加利亞的首條鐵路開通於1865年，由英國公司投資修建。1888年，保加利亞修建了第一條完全由保加利亞人設計建設的鐵路。後來保加利亞的鐵路陸續被國有化。現在保加利亞國家鐵路僱傭有多達17,867名僱員。

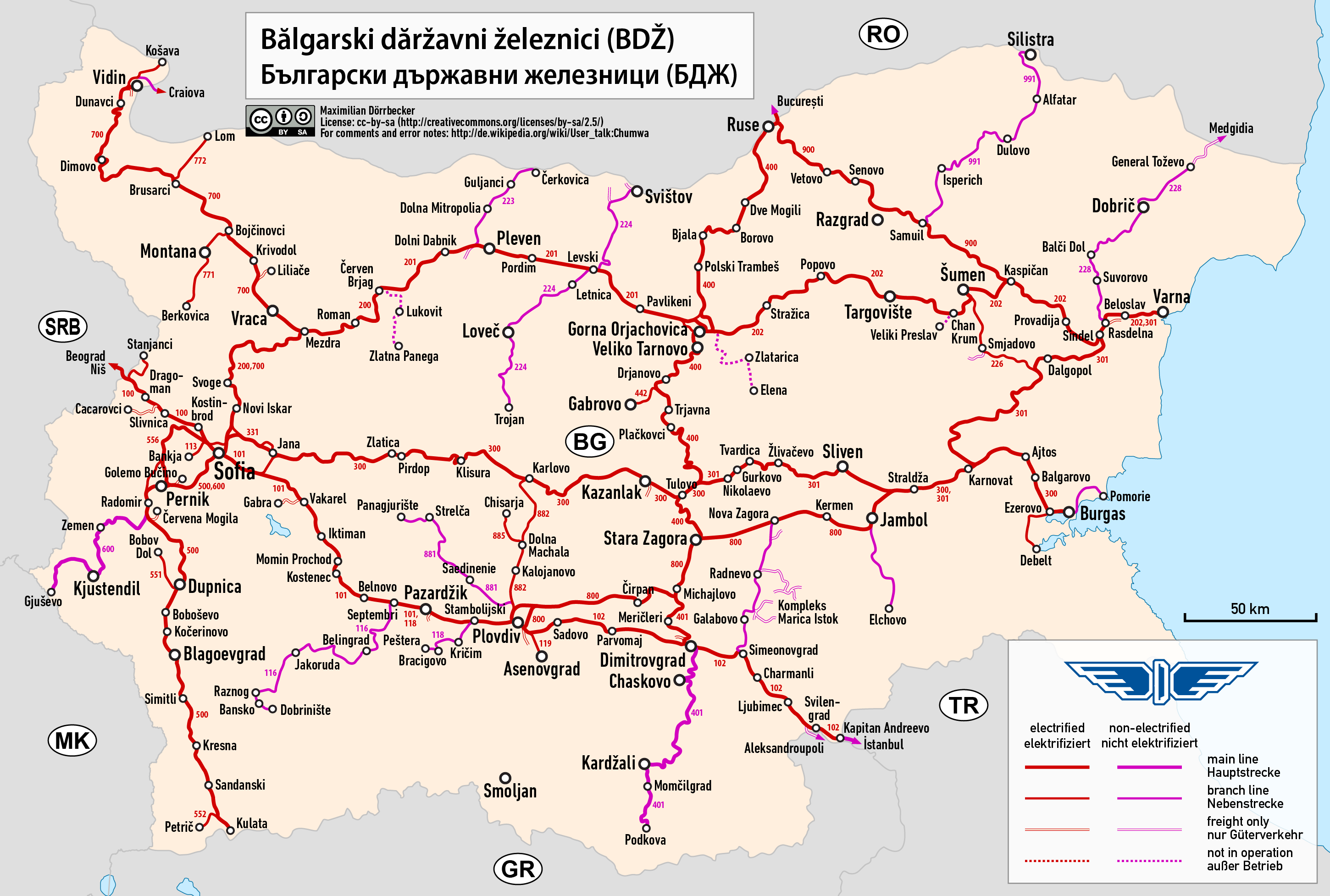
路線圖